# خاله چارلی (فیلم ۱۹۱۵)
خالهٔ چارلی (انگلیسی: Charley's Aunt) یک فیلم کمدی صامت کوتاه آمریکایی است که در سال ۱۹۱۵ منتشر شد. از بازیگران این فیلم می‌توان به اولیور هاردی اشاره کرد.